# トヨタカローラ富山
トヨタカローラ富山株式会社（トヨタカローラとやま、英: TOYOTA COROLLA TOYAMA CO.,LTD.）は、富山県富山市に本社を置くトヨタ自動車の自動車ディーラーである。

## 概要
- 1962年（昭和37年）1月26日[1]（一部資料では2月1日） - パブリカ富山株式会社として設立（品川グループが15％出資）[2]。本社は富山県富山市双代町に置かれていた[3]。
- 1966年（昭和41年）10月 - トヨタパブリカ富山株式会社に社名変更[3]。
- 1969年（昭和44年）3月 - 現在のトヨタカローラ富山に社名変更[3]。

### 事業内容
以下の事業を展開している。

#### 自動車販売事業
富山県内全域をカバーしており、2024年4月時点の店舗数は以下の通りとなる。
- カローラ店 - 7店舗
- カーロッツ - 3店舗

## キャッチコピー
- やろうぜ!カローラ